# Kaczmarek
Kaczmarek ist ein polnischer Familienname.
Durch Einwanderung von Polen kommt er auch in anderen Ländern wie den USA und Deutschland vor. Er leitet sich von polnisch karczmarz bzw. kaczmarz (Gastwirt) ab.
In der Deutschen Luftwaffe bedeutet Kaczmarek umgangssprachlich Flügelmann, siehe Kaczmarek (Wehrmacht).

## Namensträger
- Alexander Kaczmarek (* 1963), deutscher Politiker
- Andrzej Kaczmarek (* 1947), polnischer Radrennfahrer
- Filip Kaczmarek (* 1966), polnischer Politiker
- Günther Kaczmarek  (* 1953), deutscher Eishockeyspieler
- Jakub Kaczmarek (* 1993), polnischer Radrennfahrer
- Jan Kaczmarek (Politiker) (1895–1977), polnischer Politiker
- Jan A. P. Kaczmarek (Jan Andrzej Paweł Kaczmarek; 1953–2024), polnischer Komponist
- Jan Marian Kaczmarek (1920–2011), polnischer Ingenieur und Politiker
- Jane Kaczmarek (* 1955), US-amerikanische Theater- und Filmschauspielerin
- Janusz Kaczmarek (* 1961), polnischer Jurist und Politiker

- Jerzy Kaczmarek (Schauspieler) (1929–1995), polnischer Schauspieler
- Jerzy Kaczmarek (Fechter) (* 1948), polnischer Fechter
- Józef Kaczmarek (* 1950), polnischer Radrennfahrer
- Lech Kaczmarek, Weihbischof (1958–1971) und Bischof (1971–1984)
- Natalia Kaczmarek (* 1998), polnische Leichtathletin
- Oliver Kaczmarek (* 1970), deutscher Politiker (SPD)
- Ryszard Kaczmarek (* 1959), polnischer Historiker
- Thomas Kaczmarek (* 1986), deutscher Volleyball- und Beachvolleyballspieler
- Tomasz Kaczmarek (* 1984), polnischer Fußballtrainer
- Zbigniew Kaczmarek (1946–2023), polnisch-deutscher Gewichtheber

## Trivia
- Musketier Kaczmarek, deutsches Stummfilm-Militärlustspiel aus dem Jahr 1915
- Der Film Kaczmarek nach einem Drehbuch von Bobby E. Lüthge[1]
- Huusmeister Kaczmarek, beliebtes Lied der Bläck Fööss von 1984[2]